# AN/SPG-60
«Стир» (англ. STIR [stɜːr], бэкр. от Standard Target Illuminating Radar, общевойсковой индекс — AN/SPG-60) — американский моноимпульсный импульсно-допплеровский радар сопровождения и подсветки цели, разработанный фирмой «Локхид». Является составной частью 
системы управления стрельбой Mk 86.
Используется для сопровождения воздушных целей, обнаруженных AN/SPQ-9 или другим обзорным радаром. Режим постоянного излучения позволяет использовать его в качестве радара подсветки цели для ракет «Стандарт» SM-1, SM-2 или «Си Спарроу». Средняя мощность в режиме постоянного излучения составляет 5 кВт, что позволяет навести ракету SM-1 на цель с ЭПР 1 м² на расстоянии до 18 км.
Может получать целеуказания от радара AN/SPQ-9 через СУС Mk 86, а также от TDT (англ. Target Data Transmitter, передатчик данных о цели), БИУС NTDS и ITAWDS, а также системы управления ракетами Mk 74.
Длительность и частота следования импульсов меняется в широких пределах под управлением компьютера, позволяя устранить неоднозначности определения дальности и скорости цели в различных диапазонах.
Скорость сопровождаемых целей до 3М.
Антенна снабжена высокочувствительной оптической телекамерой (LLLTV) с полем зрения 2,1—21° в зависимости от увеличения и развёрткой 729 строк.
Система управления стрельбой Mk 86 с радаром AN/SPG-60 разработана для замены системы Mk 68 и радара AN/SPG-53.
Масса антенны – 1820 кг.
Модификацией радара AN/SPG-60 является радар STIR (англ. Separate Target Illumination Radar), который обеспечивает систему управления стрельбой Mk 86 на фрегатах типа «Оливер Перри» двумя каналами наведения ракет.

## Установки на кораблях
- Ракетные крейсера типа «Вирджиния»
- Эскадренные миноносцы типа «Спрюэнс»
- Универсальные десантные корабли типа «Тарава»

## Фото

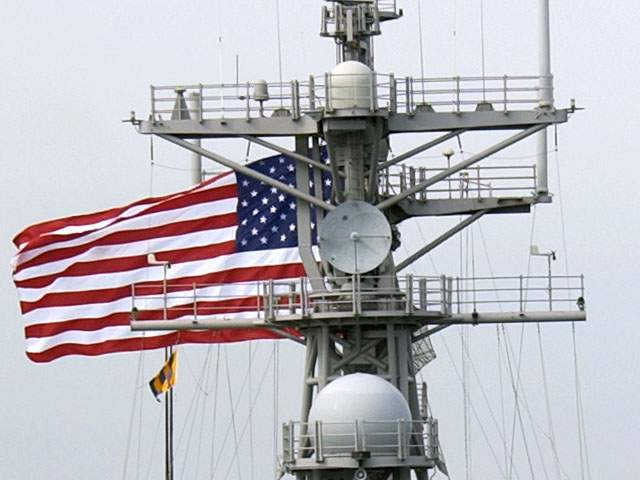
DD-992 «Флетчер»
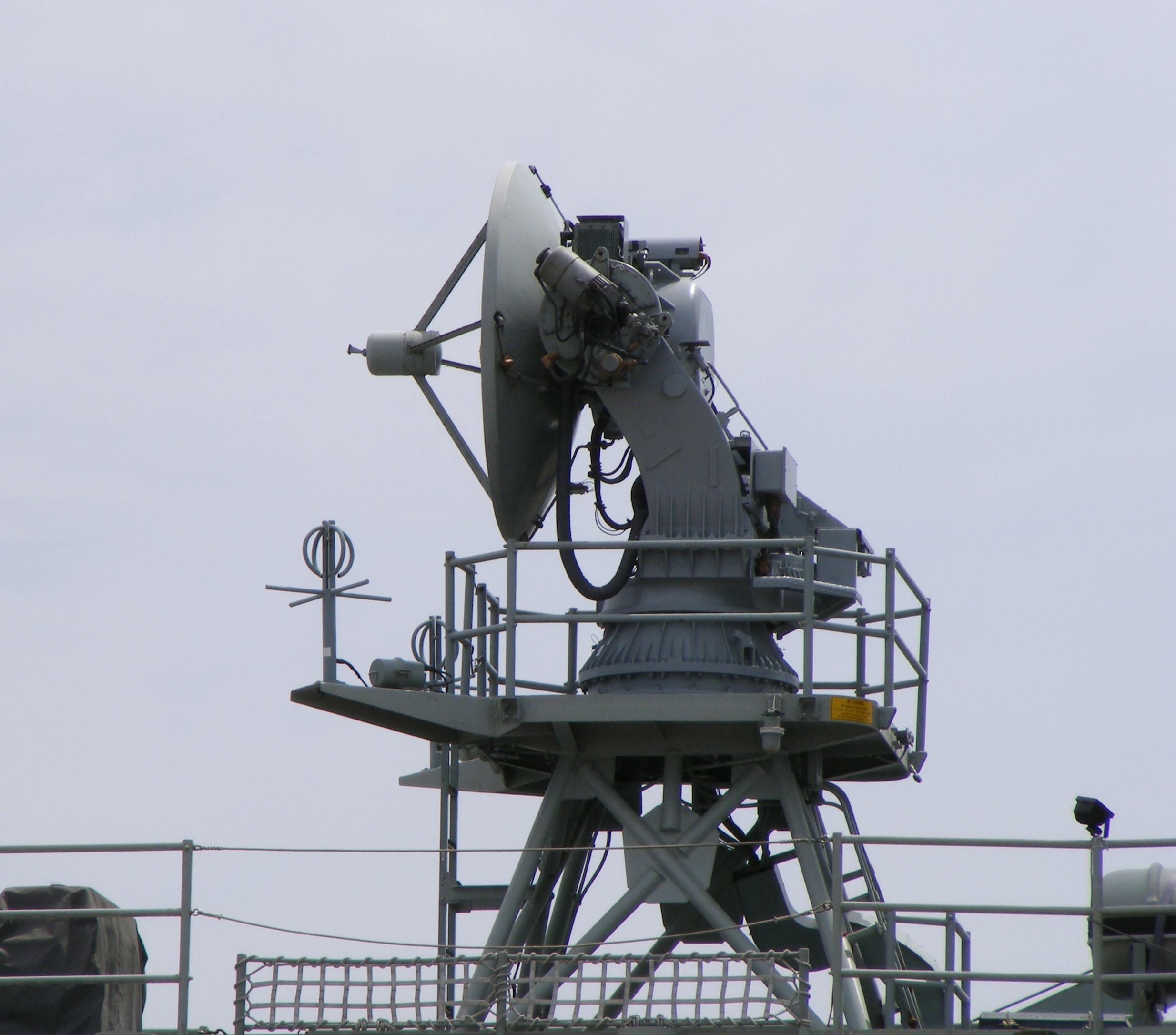
FFG-01 «Аделаида» (Австралия)
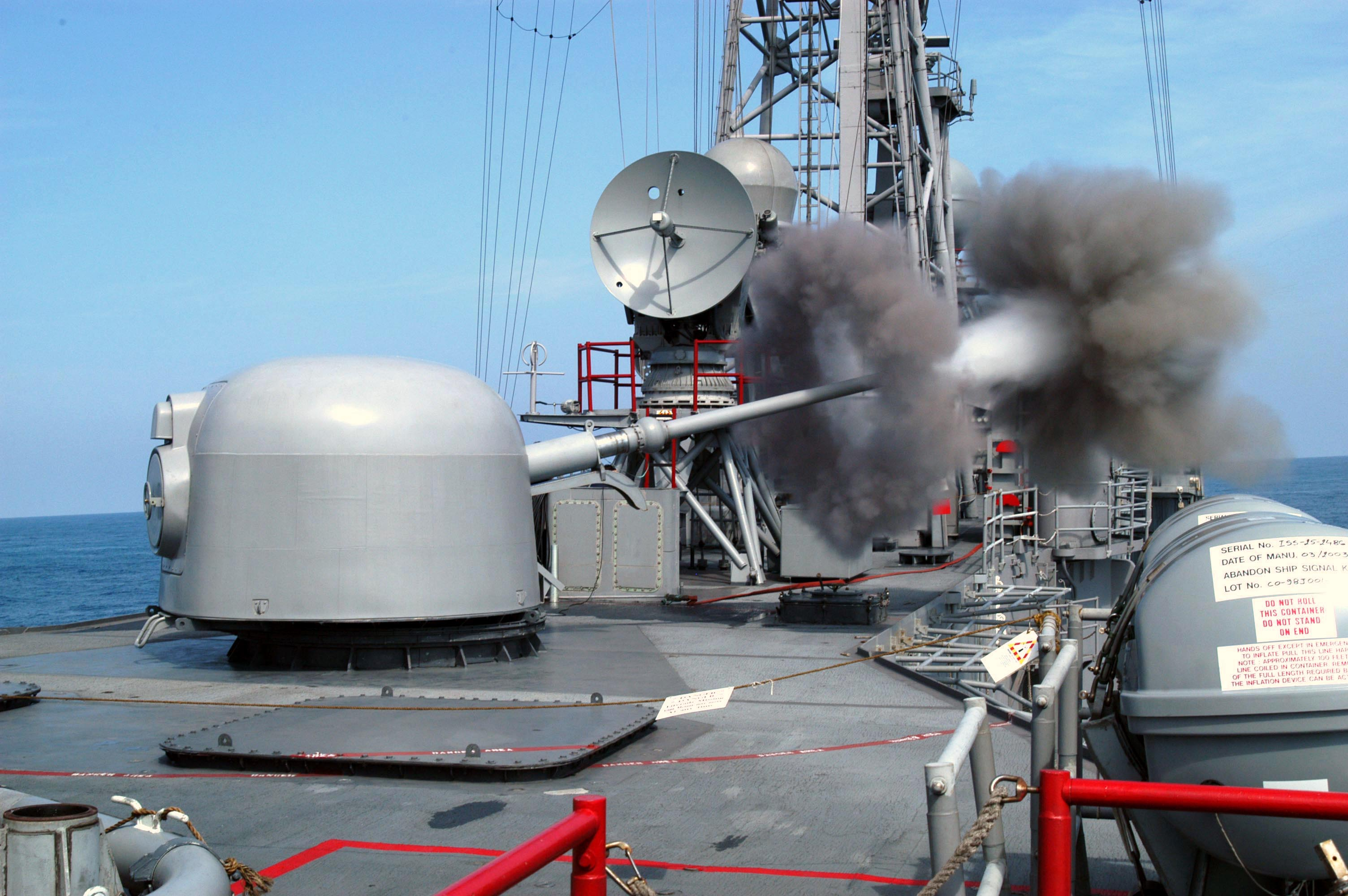
Радар STIR на фрегате FFG-38 «Курц»
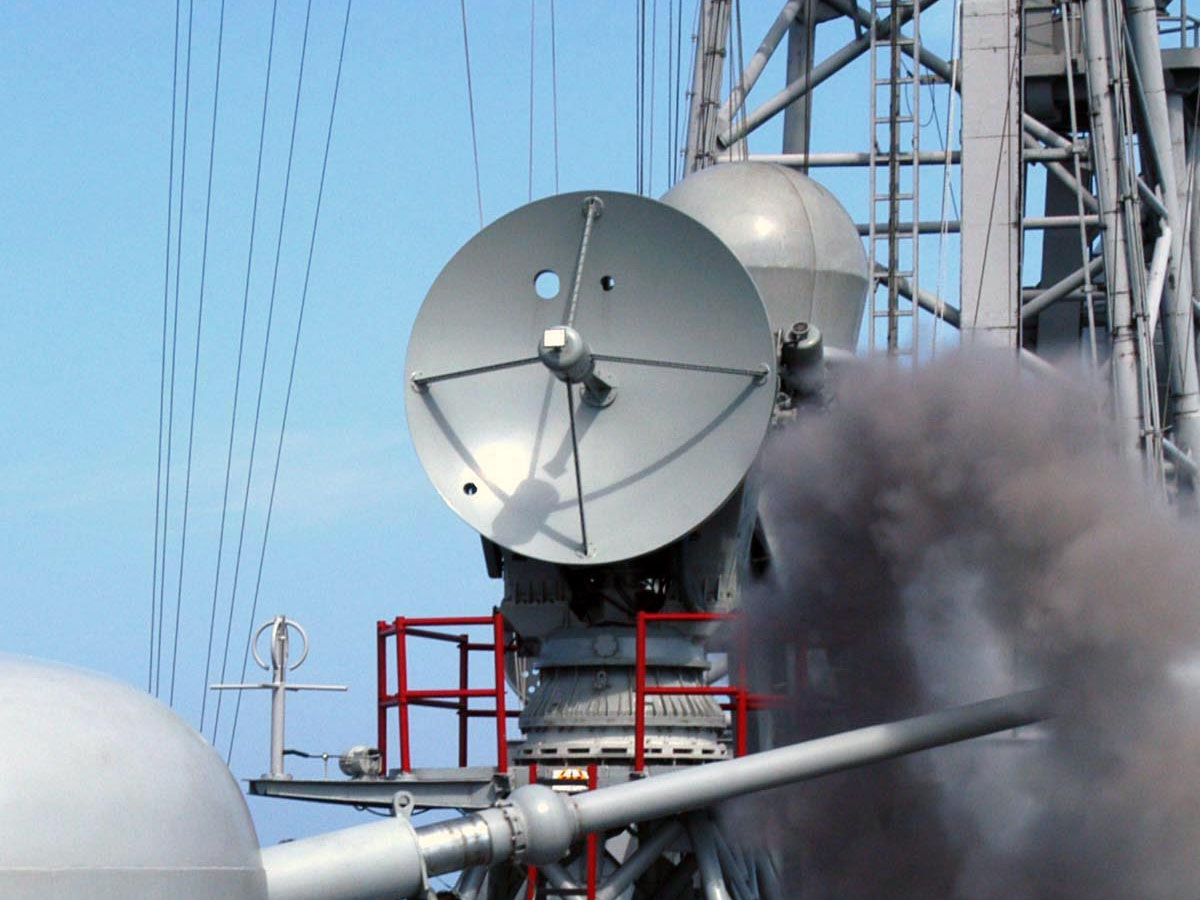
Радар STIR на фрегате FFG-38 «Курц»